# سید محسن پورمحسنی شکیب
سید محسن پورمحسنی شکیب (زاده ۱۳۶۷) کارگردان و فیلمنامه نویس ایرانی است که فعالیت هنری خود را از ۱۷ سالگی با عضویت در انجمن سینمای جوانان ایران آغاز کرد.  تمرکز او به‌عنوان یک فیلم‌ساز، بالا بردن صدای اقلیت ها و افراد قرار گرفته در حاشیه جامعه از طریق هنرش بوده است. 
پنجمین انیمیشن کوتاه او پوتین، اولین فیلم کوتاه تولید ایران بود که در چهل و نهمین دوره جایزه آکادمی برای دانشجویان فیلم‌ساز یا اسکار دانشجویی در سال 2022 نامزد بهترین انیمیشن شد. داستان این انیمیشن در مورد پرنده ای است که درون شهری ویران شده، به دنبال غذا برای جوجه های گرسنه خود می گردد. 
پورمحسنی شکیب در سال 2022 برای انیمیشن کوتاه دنیای خاکستریِ خاکستری، برنده ششمین جایزه WIA Diversity  شد. این جایزه توسط سازمان Women in Animation برای شناسایی و تجلیل از پروژه‌ها، افراد و یا سازمان هایی که تأثیر قابل‌توجهی در گسترش تنوع صداها در صنعت انیمیشن داشته‌‌اند، اهدا می گردد (خواه از طریق خلاقیت خودشان, یا با پرورش خلاقیت دیگران, یا با ابتکارات متنوعی که صنعت و جوامع انیمیشن را غنی می کند) . همچنین در سال 2023، وی با دریافت جایزه اصلی بخش انیمیشن کوتاه چهل و هفتمین دوره از جشنواره کلیولند آمریکا برای انیمیشن دنیای خاکستریِ خاکستری، واجد شرایط رقابت در نود و ششمین دوره از  جوایز آکادمی اسکار و جوایز آکادمی سینما و تلویزیون کانادا گردید. این انیمیشن درباره مرد جوانِ رنگارنگی‌ است که در یک دنیای کاملا خاکستری زندگی می کند، او مجبور است که برای زندگی در آن جامعه همرنگ جماعت شود. تا اینکه هویت واقعی‌اش توسط یک پسر بچه بازیگوش به صورتی تصادفی بر ملا شده و باعث وحشت مردم می‌گردد. .

## فیلم‌شناسی
- کاغذ سفید (فیلم)
- بازی تمام شد
- اوراکل
- بالزی: داستان یک انقلاب
- پوتین
- دنیای خاکستریِ خاکستری

## همچنین ببینید
- فهرست ایرانیان برنده و نامزد جایزه اسکار
- پویانمایی در ایران